# Sotto indagine
Sotto indagine è un singolo del rapper italiano Noyz Narcos, il primo estratto dal terzo album in studio Guilty. Il brano vede la collaborazione del rapper Duke Montana, che canta il ritornello.

## Video musicale
La regia del videoclip è affidata a Mario Russo (Calibro 9).